# Matelea picturata
Matelea picturata là một loài thực vật có hoa trong họ La bố ma. Loài này được (Hemsl.) Woodson mô tả khoa học đầu tiên năm 1941.